# Rockman DASH: 5tsu no Shima no Daibōken!
Rockman DASH: 5tsu no Shima no Daibōken! (ロックマンDASH 5つの島の大冒険!?) que traduce como Rockman DASH: Grandes aventuras en 5 islas! ("Rockman DASH: Great Adventures on 5 Islands en inglés) es un videojuego de la serie Mega Man Legends publicado por Capcom exclusivamente en Japón para teléfonos móviles de NTT DoCoMo. El juego tiene un total de 5 islas para explorar; originalmente, el 1 de febrero de 2008 fue lanzada una primera versión con tan sólo las 2 primeras dos islas disponibles, pero poco a poco fue actualizado hasta tener las 5 islas (cada una con 7 ubicaciones).
Sus gráficos y su jugabilidad son similares a los de Mega Man Legends y Mega Man Legends 2, solo que más limitados debido a la capacidad de un móvil. Se podrá mejorar el buster, cambiar de brazos y varias cosas vistas en los dos juegos anteriores.

## Historia
Mega Man y Roll viajan por 5 islas, una aventura que se impulsó principalmente por un acuerdo del profesor Barrell. Mega Man y Roll se encontrarán múltiples veces con los Bonne, y deberán sacar cara para poder seguir en su camino.